# Fritz Kaufmann (Regisseur)
Friedrich "Fritz" Kaufmann (* 1. November 1889 in Charlottenburg, Deutsches Reich; † 1957 in Santurce, Puerto Rico) war ein deutscher Regisseur, Drehbuchautor, Kameramann, Filmproduzent, Produktionsleiter und Architekt.

## Leben
Kaufmann hatte nach dem Abitur an der technischen Hochschule Berlin-Charlottenburg ein Architekturstudium begonnen und mit dem Staatsexamen als Diplomingenieur abgeschlossen. Anschließend machte er sich als Architekt selbständig. Kurz nach dem Ende des Ersten Weltkriegs verpflichtete ihn die Filmproduktionsfirma Deutsche Bioscop als Leiter von deren Architekturabteilung. Nebenbei betätigte sich Kaufmann auch als Erfinder filmtechnischer Apparaturen – von ihm stammt der sogenannte „Hochformator“ – und arbeitete auch journalistisch für eine Reihe von internationalen (US-amerikanischen, niederländischen und italienischen) Publikationen. Nachdem die Decla Kaufmann vorübergehend als Dramaturg eingestellt hatte, konnte der Berliner 1922 mit Schminke seine erste Filmregie vorlegen.
Er leitete als Vorstand die Metrofilm Aktiengesellschaft für Filmfabrikation vom Mai 1923 bis zu deren Umwandlung in die Mercedes-Film Aktiengesellschaft für Filmfabrikation im Mai 1924. Im September 1926 gründete er mit der Fritz Kaufmann Filmgesellschaft m.b.H. seine eigene Produktionsfirma.
Kaufmann war seit 1919 mit Ada Rosenberg verheiratet. Nach der Machtergreifung der Nationalsozialisten flüchtete die Familie im März 1933 Hals über Kopf nach Frankreich, unter Zurücklassung allen Hab und Gutes, da sie rechtzeitig von einem Freund vor ihrer drohenden Verhaftung gewarnt wurden. 1939 starb seine Frau völlig unerwartet. Später wurden er und seine Tochter Germaine Kaufmann (später: Shafran) im Camp de Gurs interniert. Es gelang ihnen jedoch die Flucht, und sie erreichten 1941 die USA.

## Filmografie
- 1922: Schminke (Sigrids Werdegang) (Drehbuch, Regie)
- 1922: Der einzige Zeuge
- 1923: Der Großindustrielle (Drehbuchmitarbeit, Regie, Produzent)
- 1924: Das Haus am Meer (Drehbuchmitarbeit, Regie, Produzent)
- 1925: Die Frau ohne Geld
- 1925: Frauen und Banknoten
- 1925: Reveille, das große Wecken
- 1925: Heiratsannoncen
- 1927: Der Mann ohne Beruf (Das grobe Hemd)
- 1927: Liebe geht seltsame Wege (Regie, Produzent)
- 1930: Es gibt noch Kavaliere
- 1930: Und so ein Glück kannst du nur haben
- 1930: Zimmer 107